# Нове єврейське кладовище (Ковель)
Нове єврейське кладовище (Ковель) — нині втрачене кладовище в місті Ковель, на якому поховані євреї (частка яких у 1921 році в Ковелі була 61,2% від загальної кількості жителів). Збереглася лише одна надгробна плита. Кладовище було розташоване на вулиці Володимирській. Це одне з трьох єврейських кладовищ Ковеля (які називалися: «старовинне», «старе», й «нове»; нині всі втрачені).
Під час Голокосту на цьому кладовищі було розстріляно понад 5 000 євреїв (тільки за те, що вони євреї) і 150 циган (за те, що вони цигани). Жертв зганяли в найбільшу синагогу, а потім групами відвозили на забій. Розстріл був проведений безпосередньо на єврейському кладовищі.
Площа кладовища становила понад гектар. Могили були розташовані рівними рядами з півночі на південь. Іменні таблички поховань були звернені на захід.

## Історія

### Знищення євреїв
16 квітня 1942 року в Ковелі було створено два гетто. 7 сівана 1942 року в п'ятій годині ранку ворота одного з гетто були відкриті, і м'ясник з міста Лодзь на ім'я Моше Перл, який служив на посаді командира поліцаїв, сказав всім євреям вийти на площу, пообіцявши, що тим, хто вийде, буде гарантована життя. Вийшло близько десяти тисяч чоловік. Незабаром на площу прийшло майже 4 000 озброєних українців й оточили євреїв. Всі зрозуміли, що велика різанина була неминуча. Першим був убитий учитель Йосеф Авреч, пострілом у голову. Потім українські поліцаї почали розстрілювати євреїв.
Протягом трьох днів з 3 по 5 червня (за іншими даними з 2 по 4 липня) 1942 року було розстріляно 8 600 євреїв. 19 серпня 1942 року був вбито ще близько 6 000 євреїв. Ті, хто змогли врятуватися, намагалися сховатися в лісі, але абсолютна більшість з цих людей було вбито місцевими жителями.

### Знищення цвинтаря
Нове єврейське кладовище було знищено ще за радянської влади в 1970 році. Частина надгробків були використані для будівництва тротуару військового гарнізону, на іншій стороні дороги. На місці кладовища був побудований Будинок культури імені Т. Г. Шевченка заводу «Ковельсільмаш», в якому проводяться концерти й розважальні заходи. Також саме на колишньому єврейському кладовищі владою міста проводиться «день міста», народні масові гуляння з цирком.
З 2011 року єврейська громада намагається домогтися від влади міста, щоб їм виділили дане місце скорботи тисячею сімей і дозволили встановити пам'ятний знак, але влада ніяк не відреагувала.

### Знищення пам'яті
8 серпня 2016 року в місці масового розстрілу євреїв встановили пересувний цирк і зоопарк незважаючи на те, що міський голова Олег Олексійович Кіндер, міськрада й жителі міста добре знали історію про тисячі невинно убитих людей. Як зазначив директор Українського єврейського комітету Едуард Долинський:
|  | У 1942 році в серпні, рівно 74 роки тому, закінчилося знищення всіх євреїв міста Ковеля. Відбувалося це на місці єврейського кладовища. Чоловіків, жінок, людей похилого віку, дітей убили й там же й закопали. За мінімальними оцінками, в той день було вбито 2,5 тисячі чоловік. За максимальними оцінками — близько 6 тисяч. Історія триває сьогодні, коли на тому ж місці, де знаходилося це кладовище, й де закопані ці люди, поставили пересувний цирк і зоопарк. Тим самим зробили кричущий вандалізм та наругу над пам'яттю. |

Олег Кіндер не перший раз демонструє подібний підхід щодо пам'яті про Катастрофу європейського єврейства. Кіндер особисто неодноразово підписував розпорядження про розміщення (на місці масових розстрілів євреїв) пересувних цирків зоопарк. Це підтверджує й виконавчий директор Волинської релігійної громади прогресивного іудаїзму Сергій Швардовський, який зазначає, що місцевий міський голова ніяк не реагує й тривають «нескінченні відписки по колу». Як зазначає журналіст Ярослав Гаврилюк:
|  | У владі не розуміють, що тупцювати на кістках розстріляних — гріх. Але ще більший гріх — морочити голову громадської організації, яка просить виділити «клаптик» землі для меморіалу загиблим. Це ж не ділянку під житлове будівництво! |

Знищення пам'яті вилилося в те, що проблема отримала великий суспільний резонанс і піднялася на міжнародний рівень. Кричущий акт вандалізму в області, де були знищені майже всі євреї під час Голокосту, потрапив на різні телевізійні канали («NewsNetwork», ТСН та ін.).

## Фільми
Фільм «La Shoah par Balles: l'Histoire Oubliée» в якому, серед іншого, показані (на 1 годині 7 хв. 25 сек.) деякі могильні плити знайдені з Нового єврейського кладовища в Ковелі (фр.).